# Dudenhofen (Nadrenia-Palatynat)
Dudenhofen – miejscowość i gmina w Niemczech, w kraju związkowym Nadrenia-Palatynat, w powiecie Rhein-Pfalz, siedziba gminy związkowej Römerberg-Dudenhofen. Do 30 czerwca 2014 siedziba gminy związkowej Dudenhofen.